# Sarupathar Bengali
Sarupathar Bengali is een census town in het district Dibrugarh van de Indiase staat Assam. 

## Demografie
Volgens de Indiase volkstelling van 2001 wonen er 6607 mensen in Sarupathar Bengali, waarvan 55% mannelijk en 45% vrouwelijk is. De plaats heeft een alfabetiseringsgraad van 78%. 